# Volby prezidenta Republiky Slovinsko 1997
Volby prezidenta Republiky Slovinsko se konaly 23. prosince 1997. V prvním kole byl zvolen dosavadní prezident Milan Kučan. Volební účast byla 68,29 %.

## Volební výsledky
| Kandidát        | Počet hlasů | Procenta |
| --------------- | ----------- | -------- |
| Milan Kučan     | 575 169     | 55,57 %  |
| Janez Podobnik  | 190 647     | 18,42 %  |
| Jožef Bernik    | 97 221      | 9,39 %   |
| Marjan Cerar    | 73 127      | 7,07 %   |
| Marjan Poljšak  | 33 322      | 3,22 %   |
| Anton Peršak    | 31 903      | 3,08 %   |
| Bogomir Kovač   | 27 992      | 2,70 %   |
| Franc Miklavčič | 5 667       | 0,55 %   |